# Goldmund
Goldmund är artistnamnet för den amerikanske pianisten Keith Kenniff, född den 9 oktober 1981.
Kenniff, som även gjort musik under namnet Helios, har inte sällan jämförts med Erik Satie.

## Diskografi

### Album
- 2005 – Corduroy Road
- 2007 – Two Point Discrimination
- 2008 – The Malady of Elegance
- 2009 – Live At The Triple Door
- 2010 – Famous Places
- 2011 – All Will Prosper
- 2015 – Sometimes

### Singlar
- 2006 – Heart of High Places